# 정말로 있었던 무서운 이야기 (2004년 드라마)
정말로 있었던 무서운 이야기(일본어: ほんとにあった怖い話 혼토니앗타코와이하나시[*])는 후지 TV 계열 텔레비전 드라마다. 학교의 괴담 등 정말 일어난 무서운 이야기를 모은 아사히신분 출판의 공포 만화.

## 드라마

### 스페셜1 - 3
스페셜1 (1999년 8월 27일)
- 서장
- 심야병동
- 사내괴보
- 대낮의 벨
- 여름 방문자

스페셜2(2000년 8월 25일)
- 오프닝
- 한밤 중의 병실
- 또 하나의 나
- 열두일의 악몽
- 遠い夏

봄의 공포 미스터리(2003년 4월 8일)
- 오프닝~아줌마, 떠나라
- 어둠에서 전화
- 아버지의 마음

스페셜3(2003년 9월 5일)
- 병동기담
- 홀린 집
- 사망자의 프로포즈
- 한밤 중의 배회자
- 얼룩

### 공포 유편

#### 2004년
01
- 2004년 1월 10일
  - 버려진 집의 소녀
  - 죽으면 좋았는데
  - 심야의 거울상
  - 방에 사는 사람
  - 황혼의 미아

02
- 2004년 1월 17일
  - 찾는 물건
  - 보이지 않는 거주자
  - 최후의 목소리
  - 붉은 옷의 여자

03
- 2004년 1월 24일
  - 건널목의 괴
  - 낯선 광경
  - 책이 초래 유령
  - 한밤 중의 기적

04
- 2004년 1월 31일
  - 병동의 밤
  - 언니
  - 뻗어 팔
  - 마지막 쇼핑

05
- 2004년 2월 7일
  - 부러진 부적
  - 뒤에 여자
  - 미아

06
- 2004년 2월 14일
  - 횡단보도 기담
  - 한밤 중의 하얀 손가락
  - 사악한 그림자의 정체는
  - 심연에서

07
- 2004년 2월 21일
  - 야화의 창문
  - 접근 발자취
  - 2시 45분의 울음 소리
  - 위층 무서운

08
- 2004년 2월 28일
  - 모습없는 직원
  - 홀린 입원 환자
  - 부탁, 무쿠

09
- 2004년 3월 6일
  - 캐주얼 문란자
  - 환등에서
  - 자정 진손님
  - 공양의 예

10
- 2004년 3월 13일
  - 묘지의 여자
  - 쿄코짱
  - 주문이 많은 유령
  - 밤의 재회

11
- 2004년 3월 20일
  - 유령 아파트
  - 누군가가 속삭이고 있다
  - 방문하는 사람들

12
- 특별편(2004년 4월 3일)
  - 황천의 숲
  - 그림자 동조

13
- 스페셜(2004년 9월 7일)
  - 터널속의 소년
  - 선지자의 여파
  - 괴소리의 기숙사
  - 외톨이 소녀
  - 그날의 약속

14
- 2004년 10월 11일
  - 망자의 연주
  - 타카라즈카 산
  - 주차장의 밤
  - 최후의 이별

15
- 2004년 10월 18일
  - 방문자
  - 유령물건
  - 파도 소리의 꿈

16
- 2004년 10월 25일
  - 방과후의 공포
  - 어둠에 사는 것
  - 홀린 라이더

17
- 2004년 11월 1일
  - 네 번째 개인실
  - 방황하는 망령
  - 여행의 발소리
- 2004년 11월 15일
  - 누군가가 보고 있다

19
- 2004년 11월 22일
  - 교실의 유령
  - 영혼의 분기점
  - 창문에 비친 소녀

20
- 2004년 11월 29일
  - 거울속의 소녀
  - 거절의 보상
  - 별장에서 기다릴 것
  - 홀린 병원
  - 따뜻한 장례식

21
- 2004년 12월 6일
  - 최후의 메시지
  - 보이지 않는 인연
  - 친애하는 아버지

22
- 2004년 12월 13일
  - 죽은스러운 장소
  - 한밤 중의 사이렌
  - 할머니의 전언

#### 2005년
23
- 2005년 1월 17일
  - 구르는 화장실
  - 공연자
  - 잊혀진 기념사진
- 2005년 1월 24일
  - 무언가가 거기있다
  - 한밤 중의 초대장
  - 기기괴괴담
  - 백일의 그림자

25
- 2005년 1월 31일
  - 도깨비 아니야
  - 동거인
  - 도는 발자취

26
- 2005년 2월 7일
  - 방공호 언니
  - 밤의 아저씨
  - 안녕 토시히코

27
- 2005년 2월 21일
  - 그림자
  - 비전의 소녀
  - 그날의 영력

28
- 2005년 2월 28일
  - 뻗치는 머리
  - 영혼을 부르는 파장
  - 죽음을 알리는 콜

29
- 2005년 3월 7일
  - 심령 스포트
  - 유령이 사는 땅
  - 휴지기 선물

30
- 스페셜 교토 미스터리 투어 SP(2005년 8월 23일)
  - 올려...주세요
  - 심령사진
  - 흑발의 여자
  - 저렴한 물건
  - 저승 사신

#### 2006년
31
- 스페셜 가마쿠라 미스터리 투어 SP(2006년 8월 22일)
  - 절벽 아래로
  - 6번방
  - 거기에!
  - 병동 인형
  - 다다미의 귀부인
  - 이상한 시간

#### 2007년
32
- 여름 특별편 2007 (2007년 8월 28일)
  - 나를 부르는 것은...?
  - 영이 통과 집
  - 유혹 드라이브
  - 한밤 중의 병동

#### 2008년
33
- 여름 특별편 2008 마음과 몸의 미스터리 투어 SP(2008년 8월 26일)
  - 버려진 집의 나선
  - 병실의 거주자
  - 길거리의 생각
  - K마치의 아파트
  - 착신이력

#### 2009년
34
- 겨울 특별편 2009 연예계 긴급 제령 스페셜(2009년 2월 3일)
  - 피 그려진 여관
  - 홀린 산

35
- 10주년 기념 교토 파워 스포트 투어 SP(2009년 8월 25일)
  - 허수아비
  - 심령 동영상
  - 얼굴의 길
  - 원망의 대상
  - 붙는 남자

#### 2010년
36
- 여름 특별편 2010 AKB48 통째로 정영 스페셜(2010년 8월 24일)
  - 붉은 귀걸이 괴
  - 외치는 폐병원
  - 레인코트의 여자
  - 붉은 식초 사이
  - 저승 사신이 오는 밤

#### 2011년
37
- 여름 특별편 2011(2011년 9월 3일)
  - 기괴한 마지막 버스
  - 동창회 소식
  - 악몽의 13일
  - 심연의 미아
  - 분노의 루비

#### 2012년
38
- 여름 특별편 2012(2012년 8월 18일)
  - 붉은 손톱
  - 저주받은 병실
  - 오른쪽 어깨의 여자
  - 한밤 중의 최종열차
  - 어느 여름의 사건

#### 2013년
39
- 여름 특별편 2013(2013년 8월 17일)
  - 2층 무서워
  - X호스피탈
  - 그림자 암시
  - 여고대 패닉
  - 꿈틀거리는 인형

#### 2014년
40
- 15주년 스페셜(2014년 8월 16일)
  - S동광의 여자
  - 사토루 군
  - 범인은 누구야
  - 초대의 숲
  - 팔을 줘
  - 택시 운전사는 말한다

#### 2015년
41
- 여름 특별편 2015
  - 어디까지고 씌어 온다
  - 빙의의 사당
  - 기기괴괴 여자 기숙사
  - 폭풍 속의 통보
  - 검은 일상
  - 막 다른 가족

#### 2016년
42
- 여름 특별편 2016(2016년 8월 20일)
  - 옷장이 무서워
  - 병동에 사는 5엔 동전
  - 저주의 에마
  - 또 한 명의 엘리베이터
  - 초대 늪
  - 여름 소식

#### 2017년
43
- 여름 특별편 2017(2017년 8월 19일)
  - 어느 아파트
  - 카게온나
  - 상자
  - 무덤은 어디입니까
  - 콜

#### 2018년
44
- 여름 특별편 2018(2018년 8월 18일)
  - 보이지 않는 앙금
  - 망설임도에 붙는 여자
  - 억지로 데리고 곳
  - 나니와 심령길
  - 전신 거울
  - 끝에서 생각파

#### 2019년
45
- 20주년 스페셜(2019년 10월 12일)
  - 붉은 집착
  - 누구에게도 말 할 수 없다
  - 어깨의 여자
  - 책상과 바다
  - 급원의 눈빛

#### 2020년
46
- 2020 특별편(2020년 10월 31일)
  - 아카즈 사이를 만든 이야기
  - 번역있는 노래방

방송 예정
- 형사의 수기

#### 2021년
47
- 2021 특별편(2021년 10월 23일)
  - 특정 학교의 일곱 불가사의
  - 흉음의 초대
  - 무궁화 꽃이 피었습니다
  - 사고물건 A

#### 2022년
48
- 2022 특별편(2022년 8월 20일)
  - 비상 신고
  - 놀이를 기다리다
  - 사과
  - 깨어나다
  - 한 마디의 실수